# 庫倫山
72°39′S 3°18′W / 72.650°S 3.300°W
庫倫山，是南極洲的山峰，位於毛德皇后地的瑪塔公主海岸，處於約庫爾斯卡韋特嶺西北面，挪威製圖師根據探險隊的測量和拍攝的空中照片繪入地圖，現時由南極條約體系管理。